# Jean Meyer (1924-2022)
Pour les articles homonymes, voir Meyer et Jean Meyer.
Jean Meyer, né le 11 novembre 1924 à Strasbourg et mort le 18 avril 2022 dans le 12e arrondissement de Paris, est un historien français.

## Biographie
Alsacien, il fait partie des malgré-nous, incorporé de force dans l'armée allemande alors qu'il était élève chez les jésuites en 1942 et envoyé sur le front russe en 1943. Il parvient, à la faveur de la débâcle allemande, à s'échapper et à passer du côté soviétique, avant de porter l'uniforme britannique puis l'uniforme des forces françaises. 
Agrégé d'histoire en 1952 sans avoir passé le baccalauréat, il est professeur d'histoire-géographie aux lycées Clemenceau et Jules-Verne de Nantes (1953-1962).
Il est ensuite nommé professeur à l'université de Rennes (1963-1978), puis professeur émérite à l'université Paris Sorbonne-Paris IV. Il devient en 1981 directeur du Laboratoire d'histoire et d'archéologie maritime, seule unité de recherche du CNRS consacrée à l'histoire maritime française et étrangère, où il succède à Michel Mollat du Jourdin.

## Publications
- Noblesses et pouvoirs dans l'Europe d'Ancien régime, Paris, Hachette, 1973, prix Albéric-Rocheron de l'Académie française en 1974.
- Les Européens et les autres, de Cortes à Washington, Armand Colin, collection U, Paris,1975

Ouvrage de synthèse, devenu un classique.
- La Bataille de Dunkerque, 10 mai-4 juin 1940 et la tragédie du Sirocco, Synhélios, Clermont-Ferrand, 1975.
- Histoire de Nantes, Privat, Toulouse, 1977.
- La vie quotidienne en France au temps de la Régence, Paris, Hachette, 1979, prix Eugène-Piccard de l'Académie française.
- Les Capitalismes, Presses universitaires de France, Paris, 1981.
- Colbert, Hachette, Paris, 1981, prix Thérouanne de l'Académie française en 1982.
- Histoire de Rennes, Privat, Toulouse, 1984.
- Le Régent, Paris, Ramsay, 1985, prix Thiers de l'Académie française.
- La France moderne (de 1515 à 1789), Fayard, Paris, Histoire de France no 3, 1985
- Esclaves et Négriers, Gallimard, collection « Découvertes Gallimard / Histoire » (no 11), Paris, 128 pages, 1986,  (ISBN 2070347893).
- La Noblesse bretonne au XVIIIe siècle, Paris, SEVPEN, 1966, 2 vol.; rééd., Ed. de l'EHESS, 1988. Thèse de doctorat d'état.
- L’Europe des Lumières, Horvath, Éditions du Coteau, 1989.
- 1638, La Naissance de Louis XIV, Complexe, coll. Mémoire des siècles, 1989  (ISBN 978-2-87027-303-6) Lire en ligne.
- Avec Martine Acerra, L'Empire des mers, des galions aux clippers, Paris, Nathan, 1990.
- Jean Meyer et Jean Béranger, La France dans le monde au XVIIIe siècle, éditions Sedes, 1993
- Bossuet, Paris, Plon, 1993, grand prix Gobert de l'Académie française en 1994.
- Avec Jean-Pierre Moreau, Un flibustier français dans la mer des Antilles. 1618-1620, Payot, Paris, 1994.
- Avec Martine Acerra, Histoire de la marine française, Rennes, éditions Ouest-France, 1994.
- Avec Martine Acerra, État, Marine et Société, Presses de l'Université de Paris-Sorbonne, Paris, 1995.
- Avec Martine Acerra et José Merino, Les Marines de guerre européennes : XVIIe – XVIIIe siècles, Presses Paris Sorbonne, 447 pages, 1998, Lire en ligne.
- L'armement nantais dans la deuxième moitié du XVIIIe siècle, Paris, EHESS, 1969, 2 vol.; réed., Ed de l'EHESS, 1999.
- Louis XV ou le scepticisme politique, Sicre Editions, 2003.